# Doctrina Eisenhower

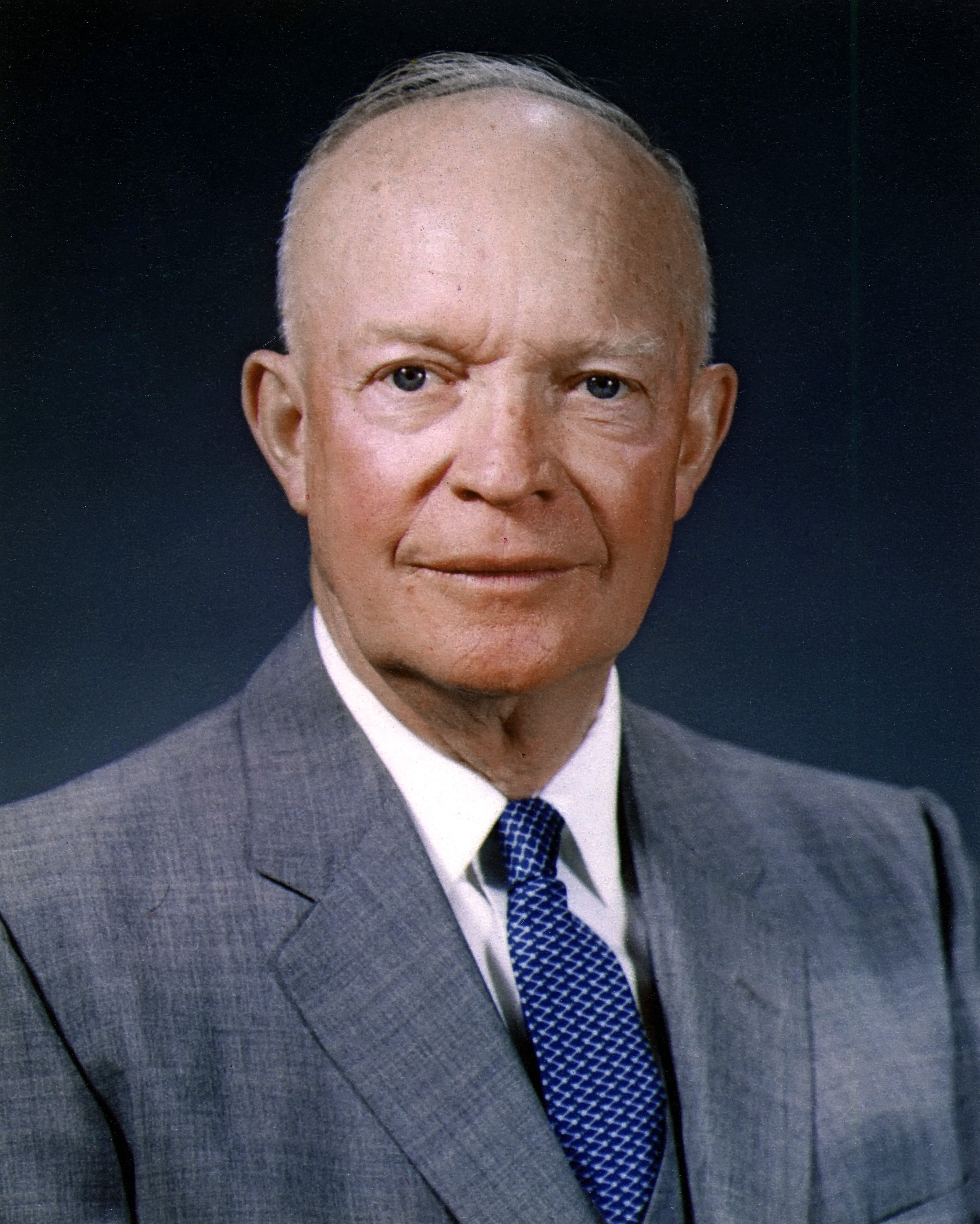
Preşedintele SUA Dwight David Eisenhower

Doctrina Eisenhower a fost o politică enunțată de Dwight D. Eisenhower la 5 ianuarie 1957, în cadrul unui „Mesaj special adresat Congresului privind situația din Orientul Mijlociu”. În conformitate cu doctrina lui Eisenhower, o țară din Orientul Mijlociu ar putea solicita asistență economică americană sau ajutor din partea forțelor militare americane dacă ar fi fost amenințată de agresiune armată. Eisenhower a subliniat amenințarea sovietică în doctrina sa autorizând angajamentul forțelor americane „de a asigura și proteja integritatea teritorială și independența politică a acestor națiuni, cerând astfel un ajutor împotriva agresiunii armate evidente din partea oricărei națiuni controlate de comunismul internațional.” Expresia „comunismul internațional” a făcut doctrina mult mai largă decât o simplă reacție la acțiunea militară sovietică. Un pericol care ar putea fi legat de comuniștii oricărei națiuni ar putea invoca doctrina.

## Fundament
În contextul politic global, doctrina a fost realizată ca răspuns la posibilitatea unui război generalizat, ca urmare a amenințării latente a implicării Uniunii Sovietice în Egipt după criza Suezului. Cuplat cu vidul de putere lăsat de declinul puterii britanice și franceze în regiune după ce SUA au protestat împotriva comportamentului aliaților lor în timpul războiului din Suez, Eisenhower a simțit că o poziție puternică necesară pentru o situație mai bună a fost complicată și mai mult de pozițiile luate de către Gamal Abdel Nasser din Egipt, care construia rapid o bază de putere și o folosea pentru a îi întărâta pe sovietici și a americani unul împotriva celuilalt, adoptând o poziție de „neutralitate pozitivă” și acceptând ajutorul din partea sovieticilor.
La nivel regional, intenția a fost ca doctrina să contribuie la asigurarea regimurilor arabe independente cu o alternativă la controlul politic al lui Nasser, consolidându-le în timp ce se realiza izolarea influenței comuniste prin izolarea lui Nasser. Doctrina a eșuat în mare măsură pe acest front, puterea lui Nasser crescând rapid până în 1959 până la punctul în care putea să modeleze rezultatele conducerii în țările arabe vecine, inclusiv în Irak și Arabia Saudită; între timp, relația lui Nasser cu liderii sovietici s-a deteriorat, permițând SUA să treacă la o politică de adaptare.
Administrația Eisenhower a considerat, de asemenea, că Orientul Mijlociu este un punct critic pentru viitoarea politică externă nu numai în privința Statelor Unite, ci și a aliaților săi. Regiunea conținea un procent mare din rezervele mondiale de petrol necesare aliaților. Protestele lui Eisenhower împotriva vechilor aliați - Marea Britanie și Franța - în timpul crizei canalului Suez, au fost un semnal că SUA era singura putere occidentală din Orientul Mijlociu și astfel că petrolului american în pericol, deoarece URSS a umplut vidul de putere. Doctrina lui Eisenhower a fost un salt înapoi față de politica anterioară, totuși - SUA aveau acum povara acțiunii militare în Orientul Mijlociu.
Dispozițiile de acțiune militară ale doctrinei au fost aplicate doar în criza din Liban în anul următor, când Statele Unite au intervenit ca răspuns la cererea președintelui țării, Camille Chamoun.

## Legături externe
- Textul mesajului special către Congres din 5 ianuarie 1957